# John Wilbye
John Wilbye (1574. március 7. (keresztelés dátuma) – Colchester, 1638. szeptember) angol madrigálszerző. A Norfolk megyei Brome-ban született egy varga fiaként, és a Cornwallis család támogatását élvezte.
Madrigáljait 1598-ban és1604-ben adta ki, összesen hatvannégy darabot. Wilbye valószínűleg a leghíresebb angol madrigálszerző; darabjai sokáig népszerűek voltak és gyakran felbukkannak modern madrigálgyűjteménekben is.

## Külső hivatkozások
- Wilbye dalai a CPDL-ben (közkincs)